# ألكسندر بولجيفيتش
ألكسندر بولجيفيتش (بالمونتينيغرية:Aleksandar Boljević) وهو لاعب كُرَة قَدَم مونتينيغري في مركز الجناح ولد في يوم 12 ديسمبر 1995 في مدينة بودغوريتسا في يوغوسلافيا في الجبل الأسود وهو يلعب حالياً مع بي إس في إيندهوفن ونادي زيتا غلوبوفاك في الجبل الأسود ولعب أيضاً مع منتخب الجبل الأسود لكرة القدم ويبلغ طوله 170 سم.

## مسيرته الكروية
لعب ألكسندر بولجيفيتش خلال مسيرته الاحترافية مع 5 أندية في أحد عشر موسمًا وسجل خلالها 32 هدفًا ضمن 235 مباراة. ولم يفز بأي موسم بالكأس وفاز في موسم واحد بالدوري.
خاض ألكسندر بولجيفيتش مسيرته مع نادي زيتا غلوبوفاك في موسم 2011–12 واستمر معه طيلة ثلاثة مواسم، مشاركًا في 43 مباراة سجل خلالها 8 أهداف. ثم انتقل إلى Jong PSV ‏ في موسم 2013–14 في المرة الأولى ولمدة موسمين ثم في موسم 2015–16 لمدة موسم واحد، حيث شارك طوالها في 72 مباراة سجل خلالها 14 هدفًا. لينتقل بعدها إلى نادي آيندهوفن في موسم 2014–15 لمدة موسم واحد، مشاركًا في مباراة ولم يسجل أي هدف. ثم انتقل إلى نادي فاسلاند بيفيرين في موسم 2016–17 واستمر معه طيلة ثلاثة مواسم، مشاركًا في 98 مباراة سجل خلالها 7 أهداف. هذا وانتقل لاحقًا إلى نادي ستاندارد لييج في موسم 2019–20 لمدة موسم واحد، مشاركًا في 21 مباراة سجل خلالها 3 أهداف.

## روابط خارجية
- ألكسندر بولجيفيتش على موقع الاتحاد الدولي (مؤرشف)  (الإنجليزية)
- ألكسندر بولجيفيتش على موقع الاتحاد الأوربي (الإنجليزية)
- ألكسندر بولجيفيتش على موقع قاعدة بيانات كرة القدم.إي يو (الإنجليزية)
- ألكسندر بولجيفيتش على موقع ناشيونال فوتبول تيمز (الإنجليزية)
- ألكسندر بولجيفيتش على موقع Soccerway.com (الإنجليزية)
- ألكسندر بولجيفيتش على موقع عالم كرة القدم.نت (الإنجليزية)
- ألكسندر بولجيفيتش على موقع أوليمبيديا (الإنجليزية)
- ألكسندر بولجيفيتش على موقع AS.com (الإسبانية)